# Kommunikationsleden Born–Långshyttan
| Bahnhof Långshyttan |                             |                                                                                   |                                                                                   |
| Streckenlänge: | 35 km                       |                                                                                   |                                                                                   |
| Spurweite: | 891 mm (schwed. 3-Fuß-Spur) |                                                                                   |                                                                                   |
| |                             |                                                                                   |                                                                                   |
| \| \| \| Långshyttan \| \| \| \| \| Anlegestelle Långshyttan \| \| \| \| \| Fähre über die Seen Tyllingen, Lången und Bysjön \| \| \| \| 0 \| Rörshyttan \| Rörshyttan \| \| \| 2 \| Stjärnsundas Bruk \| Stjärnsundas Bruk \| \| \| \| Fähre über den See Grycken \| \| \| \| \| Silfhytteå \| \| \| \| \| Fähre durch den Schleusenkanal und Umgehungsbahn des Schleusenkanals (bei Bedarf) \| \| \| \| \| Anlegestelle Fullen \| \| \| \| \| Fähre über die Seen Fullen (auch Fyllen) und Edsken \| \| \| \| \| Anlegestelle Edsken \| \| \| \| \| Ängelsfors \| \| \| \| \| Ausweichstelle[1] \| \| \| \| \| von Falun \| \| \| \| \| Born \| \| \| \| \| Bahnstrecke Falun–Gävle nach Gävle \| \| |                             |                                                                                   |                                                                                   |
| Betriebs-/Güterbahnhof Streckenanfang (Strecke außer Betrieb) |                             | Långshyttan                                                                       | Långshyttan                                                                       |
| Betriebs-/Güterbahnhof Streckenende (Strecke außer Betrieb) |                             | Anlegestelle Långshyttan                                                          | Anlegestelle Långshyttan                                                          |
| Eisenbahnfähre (Strecke außer Betrieb) |                             | Fähre über die Seen Tyllingen, Lången und Bysjön                                  | Fähre über die Seen Tyllingen, Lången und Bysjön                                  |
| Betriebs-/Güterbahnhof Streckenanfang (Strecke außer Betrieb) | 0                           | Rörshyttan                                                                        | Rörshyttan                                                                        |
| Betriebs-/Güterbahnhof Streckenende (Strecke außer Betrieb) | 2                           | Stjärnsundas Bruk                                                                 | Stjärnsundas Bruk                                                                 |
| Eisenbahnfähre (Strecke außer Betrieb) |                             | Fähre über den See Grycken                                                        | Fähre über den See Grycken                                                        |
| Betriebs-/Güterbahnhof Streckenanfang (Strecke außer Betrieb) |                             | Silfhytteå                                                                        | Silfhytteå                                                                        |
| Eisenbahnfähre (Strecke außer Betrieb) · Strecke (außer Betrieb) |                             | Fähre durch den Schleusenkanal und Umgehungsbahn des Schleusenkanals (bei Bedarf) | Fähre durch den Schleusenkanal und Umgehungsbahn des Schleusenkanals (bei Bedarf) |
| Betriebs-/Güterbahnhof Streckenende (Strecke außer Betrieb) |                             | Anlegestelle Fullen                                                               | Anlegestelle Fullen                                                               |
| Eisenbahnfähre (Strecke außer Betrieb) |                             | Fähre über die Seen Fullen (auch Fyllen) und Edsken                               | Fähre über die Seen Fullen (auch Fyllen) und Edsken                               |
| Betriebs-/Güterbahnhof Streckenanfang (Strecke außer Betrieb) |                             | Anlegestelle Edsken                                                               | Anlegestelle Edsken                                                               |
| Dienststation / Betriebs- oder Güterbahnhof (Strecke außer Betrieb) |                             | Ängelsfors                                                                        | Ängelsfors                                                                        |
| Dienststation / Betriebs- oder Güterbahnhof (Strecke außer Betrieb) |                             | Ausweichstelle                                                                    | Ausweichstelle                                                                    |
| Abzweig ehemals geradeaus und von links |                             | von Falun                                                                         | von Falun                                                                         |
| ehemaliger Bahnhof |                             | Born                                                                              | Born                                                                              |
| Strecke |                             | Bahnstrecke Falun–Gävle nach Gävle                                                | Bahnstrecke Falun–Gävle nach Gävle                                                |

Der Kommunikationsleden Born–Långshyttan (deutsch: Verkehrsweg Born–Långshyttan) war eine Verkehrsverbindung in Schweden. Er bestand aus mehreren Bahnstrecken, die zuerst als Pferdebahn verkehrten, sowie mehreren Schifffahrtslinien.

## Vorgeschichte
In der Gemeinde Husby südwestlich von Hofors hatte die Eisenindustrie bereits seit dem 14. Jahrhundert Tradition. Nördlich von Långshyttan begann die Roheisenproduktion auf Hienshyttan und südlich in Stjärnsund begann Olof Blå 1650 mit der Eisenproduktion in Kloster. Der Ort hatte seinen Namen nach dem Kloster Gudsberga, das dort von 1477 bis 1527 bestand. 1699 wurde das Eisenwerk in Stjärnsund von Gabriel Stierncrona und Christopher Polhem gebaut. Dort befanden sich ein Eisenhammer, ein Walzwerk und eine Eisenfertigung. Polhem betrieb mechanische Werkstätten und eine später berühmte Uhrenfabrik.
Die Seen Amungen und Lången sind durch den Amungeån verbunden. An ihm liegt ein kleiner Wasserfall, dessen Energie in der zweiten Hälfte des 17. Jahrhunderts für die Långshyttans Bruk verwendet wurde.
Um die Wende zum 18. Jahrhundert gründete Högbo Bruk eine Niederlassung am Nordstrand des Sees Edsken. Dieses Werk wurde damals durch seine Erfolge bei der Eisenerzeugung durch die Bessemerbirne bekannt. Westlich davon wurde zur gleichen Zeit eine weitere Eisenhütte, Engelsfors Bruk, gebaut. Das Erz für diese Hütten kam zur damaligen Zeit aus den Gruben in Vintjärn, Bispberg und Norberg. Der Transport war schwierig. Er fand im Winter mit Pferdefuhrwerken über die zugefrorenen Seen und im Sommer mit einer Kombination aus Landtransport mit Fuhrwerken und Wassertransport mit Booten statt.
Die Besitzer der Hütte von Kloster errichteten bereit 1801 einen Hochofen in Ehre östlich von Kloster, dazu entstand ein Blechwalzwerk. 1805 kam eine Schmiede dazu. Långshyttan entwickelte sich damit zu einem Industrieort. 1820 wurde ein Grobblechwalzwerk gebaut. Als Erzvorkommen am See Rällingen gefunden wurden, begann um 1840 die Förderung in der Grube Rällingsberg. Dadurch wurden die Transportwege des Erzes erheblich kürzer. Zwischen 1859 und 1860 entstand eine Bessemeranlage, der zur damaligen Zeit größte Hochofen Schwedens. Zwölf Jahre später wurde das Werk mit einem zusätzlichen Hochofen ergänzt.

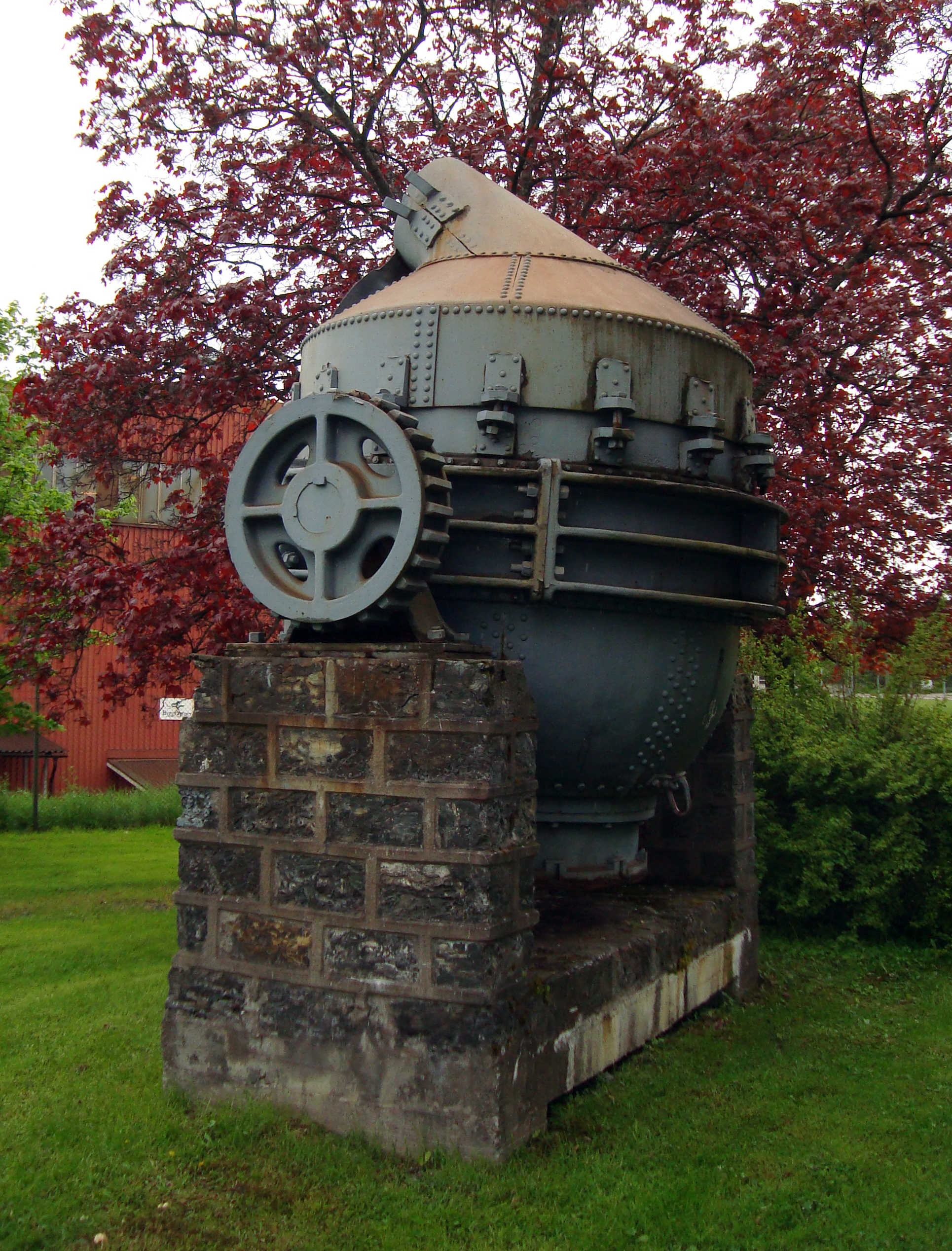
Bessemerbirne in Långshyttan

Allerdings erfolgte in der zweiten Hälfte des 19. Jahrhunderts eine gewaltige strukturelle Änderung in der Eisen- und Stahlindustrie Schwedens. Viele kleinere Eisenwerke wurden geschlossen. Als Folge davon wurde 1871 die Klosters AB gebildet, die unter anderem die Eisenhütten Kloster, Långshyttan, Stjärnsund und Engelsfors, die Hochöfen Edsken, Rörshyttan und Silfhytteå sowie die Grubenbetriebe Rällingsberg und Villingens kalkbruk übernahm. Die Aktiengesellschaft begann sofort mit Rationalisierungsmaßnahmen und legte noch im selben Jahr die Hütte in Engelsfors still.

## Kommunikationsleden Born–Långshyttan
Teil des Rationalisierungsprogramms war es, die Transportwege zwischen den einzelnen Standorten der Gesellschaft zu verbessern. Auf Grund der herrschenden wirtschaftlichen Lage fiel die Entscheidung für einen kombinierten Schienen- und Wasserweg von Långshyttan zum Bahnhof Born an der Bahnstrecke Falun–Gävle.
Der Transportweg wurde in den Jahren 1871 bis 1874 angelegt und war 35 Kilometer lang. Die Schienenabschnitte hatten eine Spurweite von drei schwedischen Fuß, somit 891 mm. Für die Wasserwege wurden Boote angeschafft, die mit einem Gleisstück versehen waren, um die kleinen Güterwagen direkt an Bord fahren zu können.
Der Weg begann in Långshyttan mit einer kurzen Pferdebahn aus dem Industriegebiet zu einem Pier am See Tyllingen. Die Wagen wurden an Bord gebracht, wonach sie über den See und anschließend durch einen Kanal zum See Lången und weiter über den Bysjön bis Rörshyttan verschifft wurden. Von dort erfolgte der Transport über eine zwei Kilometer lange Pferdebahn bis nach Stjärnsundas Bruk. Dort wurden die Wagen wiederum auf Lastkähne verbracht und über den See Grycken bis zum Hochofenbetrieb in Silfhytteå verschifft.
Ein Teil des geförderten Erzes wurde weiter transportiert. Allerdings hatte der dem Grycken folgende See Fyllen einen anderen Pegelstand. So musste zwischen den beiden Seen ein Kanal mit einer Schleuse errichtet werden, um den Höhenunterschied auszugleichen. Manchmal war der Wasserstand so niedrig, dass der Kanal nicht benutzt werden konnte. Für diesen Fall wurde eine zusätzliche Pferdebahnstrecke zur Umgehung des Kanals errichtet. Nach der Überquerung des Fyllen führte ein Kanal in den See Edsken. Von der dortigen Anlegestelle am Nordufer erfolgte der Transport wiederum mit einer Pferdebahn bis zum Bahnhof in Born, wo das Erz auf Normalspurwagen umgeladen wurde. Der Transport von Bedarfsgüter für Långshyttan erfolgte in der Gegenrichtung.
Sehr bald wurde erkannt, dass die sechs Kilometer lange Strecke zwischen der Anlegestelle am Esken und dem Bahnhof Born für die Pferde eine große Anstrengung bedeutete. Deshalb wurde 1880 die unter der Baunummer 26 von Kristinehamns Mekaniska Verkstad herstellte Dampflokomotive OSKAR mit der Achsfolge B1 beschafft, die die bisherige Aufgabe der Pferde übernahm. 1890 folgte die unter der Baunummer 303 von Nydqvist & Holm in Trollhättan gebaute C-gekuppelte Lok Nr. 2 mit dem Namen KLOSTER.
Weitere Rationalisierungsmaßnahmen zwangen dazu, 1888 das Hüttenwerk in Kloster und das Walzwerk in Stjärnsund zu schließen. Die Hochöfen in Rörshyttan und Silfhytteå waren schon Jahre vorher geschlossen worden. Um 1890 folgte der Hochofen Edsken. Die Aktiengesellschaft konzentrierte sich auf die Erzgrube in Rällingsberg und die Hüttenwerke in Långshyttan und Stjärnsund. 1892 wurde für die Erzgrube eine neue Gesellschaft, die Rällingsbergs Grufv AB, gegründet. Långshyttan und Stjärnsund waren die Hauptorte der Industrieregion.

## Neue Transportwege
Der Kommunikationsleden erwies sich zusehends als Problem. Die Kapazität war zu gering. Im Winter bei Eisgang konnte er nicht verwendet werden. Nach der Schließung der genannten Betriebe wurde eine bessere Anschlussmöglichkeit von Långshyttan und Stjärnsund an das schwedische Eisenbahnnetz gesucht.
Man plante eine neue Strecke, die mit einer Spurweite von 891 mm von Långshyttan über Stjärnsund nach Byvalla an der Norra Stambanan führen sollte. Da diese Strecke nur für den internen Gütertransport genutzt werden sollte, wurde vorerst keine Konzession beantragt. Im Mai 1889 begannen die Bauarbeiten. Das Gelände war einfach und so konnte bereits im Mai 1891 der elf Kilometer lange Teilabschnitt zwischen Långshyttan und Stjärnsund provisorisch in Betrieb genommen werden. Am 1. Dezember 1891 wurde die gesamte Bahnstrecke Byvalla–Långshyttan für den privaten Güterverkehr eröffnet.
Nur kurze Zeit später erfolgte auf Druck der Öffentlichkeit die Beantragung einer Konzession für den öffentlichen Verkehr. Die Erlaubnis für den allgemeinen Güter- und Personenverkehr wurde am 27. März 1893 erteilt. Nach notwendigen Anpassungen und der Beschaffung von Personenwagen konnte der allgemeine Verkehr auf der neuen Strecke am 1. Juni 1893 eröffnet werden. Die Baukosten betrugen rund 450.000 Kronen.

## Aufgabe des Kommunikationsleden
Nach Eröffnung der neuen Bahnstrecke wurde die Schifffahrtswege 1891 aufgegeben. Die Lokomotive Nr. 2 (KLOSTER) übernahm die ersten Züge auf der neuen Strecke, wurde jedoch später nur noch im Rangierverkehr verwendet. Die Maschine blieb erhalten und steht heute als Denkmal in Långshyttan.
Der etwa sieben Kilometer lange Streckenabschnitt zwischen Born und Engelsfors (Ängelsfors) am See Edsken wurde noch eine Zeitlang betrieben.
Die Schleuse bei Silvhytteå ist heute noch in Betrieb und hat eine Hubhöhe von drei Metern. Sie kann Boote mit einer Länge von 20 Metern, einer Breite von 3,8 Meter und einem Tiefgang von 80 Zentimetern aufnehmen.